# Стэнли (тауншип, Миннесота)
Станли (англ. Stanley) — тауншип в округе Лайон, Миннесота, США. На 2000 год его население составило 254 человека.

## География
По данным Бюро переписи населения США площадь тауншипа составляет 91,0 км², из которых 91,0 км² занимает суша, водоёмов нет.

## Демография
По данным переписи населения 2000 года здесь находились 254 человека, 87 домохозяйств и 74 семьи.  Плотность населения —  2,8 чел./км².  На территории тауншипа расположено 91 постройка со средней плотностью 1,0 построек на один квадратный километр. Расовый состав населения: 98,82 % белых, 0,39 % азиатов, 0,39 % — других рас США и 0,39 % приходится на две или более других рас. Испанцы или латиноамериканцы любой расы составляли 0,39 % от популяции тауншипа.
Из 87 домохозяйств в 44,8 % воспитывались дети до 18 лет, в 80,5 % проживали супружеские пары, в 2,3 % проживали незамужние женщины и в 13,8 % домохозяйств проживали несемейные люди. 11,5 % домохозяйств состояли из одного человека, при том 5,7 % из — одиноких пожилых людей старше 65 лет. Средний размер домохозяйства — 2,92, а семьи — 3,19 человека.
31,1 % населения — младше 18 лет, 7,1 % — в возрасте от 18 до 24 лет, 28,7 % — от 25 до 44, 20,5 % — от 45 до 64, и 12,6 % — старше 65 лет. Средний возраст — 34 года. На каждые 100 женщин приходилось 104,8 мужчин.  На каждые 100 женщин старше 18 приходилось 105,9 мужчин.
Средний годовой доход домохозяйства составлял 56 250 долларов, а средний годовой доход семьи —  57 500 долларов. Средний доход мужчин —  33 125  долларов, в то время как у женщин — 18 750. Доход на душу населения составил 18 009 долларов. За чертой бедности находились 2,5 % семей и 2,2 % всего населения тауншипа, из которых 19,4 % старше 65 лет.